# ميل مايا
ميل مايا (بالبرتغالية: Mel Maia‏) هي ممثلة برازيلية، ولدت في 3 مايو 2004 في ريو دي جانيرو في البرازيل.

## وصلات خارجية
- ميل مايا على موقع IMDb (الإنجليزية)
- ميل مايا على موقع قاعدة بيانات الفيلم (الإنجليزية)